# شهرستان چالدران
شهرستان چالدران یکی از شهرستان‌های مرزی استان آذربایجان غربی به مرکزیت شهر سیه‌چشمه است.

## جمعیت
براساس سرشماری مرکز آمار ایران در سال ۱۳۹۵، جمعیت این شهرستان برابر با ۴۵٬۰۶۰ نفر (۱۱٬۹۷۰ خانوار) بوده‌است. 

## تقسیمات کشوری
تقسیمات کشوری این شهرستان، بنابر آنچه در نتایج آمارگیری سرشماری سال ۱۳۹۵ کل کشور آمده است، بر حسب بخش، شهر، دهستان و روستا به شرح زیر است:

### بخش‌ها
- بخش مرکزی شهرستان چالدران
- بخش دشتک

### شهرها
- شهر آواجیق
- شهر سیه‌چشمه

### دهستان‌ها
دهستان‌های بخش دشتک
- دهستان آواجیق شمالی
- دهستان آواجیق جنوبی

دهستان‌های بخش مرکزی
- دهستان چالدران شمالی
- دهستان چالدران جنوبی
- دهستان ببه‌جیک